# 한공식
한공식(1961년 ~ )은 제17대 국회사무처 입법 사무차장이다.

## 학력
- 철도고등학교 졸업
- 영남대학교 행정학 학사
- 영남대학교 대학원 행정학 석사 수료
- 서울대학교 대학원 행정학 석사
- 아이오와주립대학교 대학원 교육학 석사
- 성균관대학교 대학원 행정학 석사 수료
- 성균관대학교 국정관리대학원 행정학 박사

## 경력
- 1990년 제10회 입법고시 합격
- 2004년 8월 예산결산특별위원회 입법조사관
- 2007년 1월 예산결산특별위원회 입법심의관
- 2009년 1월 관리국 국장
- 2011년 1월 의사국 국장
- 2013년 1월 환경노동위원회 수석 전문위원
- 2015년 1월 운영위원회 수석 전문위원
- 2018년 7월 30일 ~ 2020년 7월 6일 국회사무처 차장
- 202년 2월 26일 ~ 2023년 2월 16일 국무총리소속 사행산업통합감독위원회 위원
- 서울특별시의회 정책위원회 부위원장
- 2024년 9월 ~ 우원식 국회의장 직속 국회세종의사당건립위원회 위원